# Составы группы «ВИА Гра»
«ВИА Гра» (англ. Nu Virgos, укр. ВІА Гра) — украинская женская поп-группа. За историю коллектива сменилось 20 участниц и 20 составов.

## Текущий состав
В сентябре 2013 года в эфире телеканалов НТК, 1+1, ОНТ и НТВ состоялся старт реалити-шоу «Хочу V ВИА Гру», повествующего о том, как девушки со всего СНГ пытаются стать солистками группы. Кастинги прошли в России, Украине,  Казахстане и Беларуси. 25 октября 2013 года в финале шоу определилась тройка-победитель — Эрика Герцег, Миша Романова и Анастасия Кожевникова. Продержавшись до марта 2018 года, состав стал самым продолжительным. В марте 2018 года на замену Мише Романовой пришла Ольга Меганская. В сентябре того же года об уходе сообщила Анастасия Кожевникова, её место заняла Ульяна Синецкая. В сентябре 2020 года Эрика Герцег покинула коллектив, а 16 октября об уходе объявила Меганская. Места ушедших солисток заняли Ксения Попова и София Тарасова. В 2025 году ВИА ГРА выпустила трек Galileo и группа закрывается.

## Дальнейшая судьба бывших участниц
На данный момент бывшими солистками коллектива являются 17 девушек, и все они, так или иначе, связали свою жизнь с шоу-бизнесом. Алёна Винницкая после ухода из группы начала сольную карьеру  в  Украине, исполняет песни собственного сочинения в стиле поп-рок. Татьяна Найник стала продюсером и участницей группы Maybe, а также пробовала себя в качестве актрисы. Анна Седокова после ухода из группы некоторое время занималась семьёй, однако вскоре начала сольную карьеру телеведущей, певицы и актрисы. Светлана Лобода после ухода из «ВИА Гры» сразу начала сольную певческую карьеру, в 2009 году от Украины участвовала в конкурсе «Евровидение», а также пробовала себя в качестве телеведущей. Кристина Коц-Готлиб занимается модельным бизнесом и сольной карьерой. Ольга Романовская (Корягина) в 2007 году сняла клип на песню «Колыбельная», стала дизайнером одежды и открыла свой фирменный бутик в Одессе. После рождения ребёнка некоторое время занималась семьёй, вернулась на сцену только в 2014 году. Вера Брежнева после ухода начала сольную карьеры певицы, также работала телеведущей и актрисой. Меседа Багаудинова в 2011 году вышла замуж, а в январе 2012 года стала мамой, затем занялась сольным творчеством. Татьяна Котова после ухода из группы начала сольную певческую карьеру, а также попробовала себя в роли телеведущей и актрисы. Ушедшая в ноябре 2011 года Надежда Грановская вела телепередачу «Невероятная правда о звёздах» на украинском телеканале «СТБ», снимается в кино. В 2014 году вернулась на сцену как сольная исполнительница. Покинувшие группу в 2013 году Ева Бушмина и Альбина Джанабаева, а в 2012 году Санта Димопулос начали сольную карьеру. Миша Романова родила ребёнка и начала сольное творчество. В 2018 году Анастасия Кожевникова начала сольную карьеру. Эрика Герцег после ухода из группы начала сольную карьеру в Казахстане. Ольга Меганская начала модельную карьеру в DNK model management.

## Пояснения по датам
- Официальная дата рождения группы — 3 сентября 2000 года, до этого момента коллектив находился в стадии становления.
- Надежда Грановская вернулась в состав группы в сентябре 2002, но Татьяна Найник покинула группу лишь в ноябре 2002, так как заменяла Грановскую на некоторых концертах. В это время группа выступала квартетом.
- Алёна Винницкая покинула группу в январе 2003, отработав по контракту новогодние корпоративы. Однако Вера Брежнева была приглашена в коллектив уже в ноябре 2002.
- Несмотря на то, что в апреле 2007 года Ольга Романовская покинула группу, и её почти сразу заменила Меседа Багаудинова, этом месяце группа давала интерью журналу "Hello" в составе Альбина Джанабаева-Вера Брежнева.
- В марте 2010 года Татьяна Котова покинула группу и была заменена Евой Бушминой, но в промежутке группа дала пресс-конференцию в составе Альюбина Джанабаева-Надежда Мейхер-Татьяна Котова-Ева Бушмина.

## Золотой состав
Состав Грановская — Седокова — Брежнева поклонники и журналисты традиционно называют «золотым»; под этим подразумевается, что он был «классическим», самым сильным, популярным и творчески плодотворным. Именно благодаря группе «ВИА Гра» и этому составу в российской поп-музыке появилось понятие «золотой состав». В единичных случаях некоторые издания называют «золотым» и другие составы. К примеру, в сольном интервью Джанабаевой для журнала «HELLO!» в 2008 году редакторы назвали «золотым» состав Грановская — Брежнева — Джанабаева, а журнал «Maxim», опубликовав фотосессию группы «Maybe», где после ухода из «ВИА Гры» солирует Татьяна Найник, назвал «золотым» состав Седокова — Винницкая — Найник.

## Составы
| №  | Период                       | Состав          | Состав                | Состав             | Продолжительность       |
| -- | ---------------------------- | --------------- | --------------------- | ------------------ | ----------------------- |
| 1  | сентябрь 2000 — апрель 2002  | Алёна Винницкая | Надежда Грановская    |                    | 1 год 7 месяцев         |
| 2  | апрель — сентябрь 2002       | Алёна Винницкая | Татьяна Найник        | Анна Седокова      | 5 месяцев               |
| 3  | сентябрь — ноябрь 2002       | Алёна Винницкая | Надежда Грановская    | Анна Седокова      | 2 месяца (с. Т. Найник) |
| 4  | ноябрь 2002 — январь 2003    | Алёна Винницкая | Надежда Грановская    | Анна Седокова      | 2 месяца                |
| 5  | январь 2003 — май 2004       | Вера Брежнева   | Надежда Грановская    | Анна Седокова      | 1 год 4 месяца          |
| 6  | май — сентябрь 2004          | Вера Брежнева   | Надежда Грановская    | Светлана Лобода    | 4 месяца                |
| 7  | сентябрь 2004 — январь 2006  | Вера Брежнева   | Надежда Грановская    | Альбина Джанабаева | 1 год 4 месяца          |
| 8  | январь — апрель 2006         | Вера Брежнева   | Кристина Коц-Готлиб   | Альбина Джанабаева | 3 месяца                |
| 9  | апрель 2006 — апрель 2007    | Вера Брежнева   | Ольга Корягина        | Альбина Джанабаева | 1 год                   |
| 10 | апрель — июль 2007           | Вера Брежнева   | Меседа Багаудинова    | Альбина Джанабаева | 3 месяца                |
| 11 | июль 2007 — март 2008        |                 | Меседа Багаудинова    | Альбина Джанабаева | 8 месяцев               |
| 12 | март 2008 — январь 2009      | Татьяна Котова  | Меседа Багаудинова    | Альбина Джанабаева | 10 месяцев              |
| 13 | январь 2009 — март 2010      | Татьяна Котова  | Надежда Грановская    | Альбина Джанабаева | 1 год 2 месяца          |
| 14 | март 2010 — ноябрь 2011      | Ева Бушмина     | Надежда Грановская    | Альбина Джанабаева | 1 год 8 месяцев         |
| 15 | декабрь 2011 — октябрь 2012  | Ева Бушмина     | Санта Димопулос       | Альбина Джанабаева | 11 месяцев              |
| 16 | октябрь 2012 — январь 2013   | Ева Бушмина     |                       | Альбина Джанабаева | 3 месяца                |
| 17 | октябрь 2013 — март 2018     | Эрика Герцег    | Анастасия Кожевникова | Миша Романова      | 4 года 5 месяцев        |
| 18 | март — сентябрь 2018         | Эрика Герцег    | Анастасия Кожевникова | Ольга Меганская    | 6 месяцев               |
| 19 | сентябрь 2018 — октябрь 2020 | Эрика Герцег    | Ульяна Синецкая       | Ольга Меганская    | 2 года 1 месяц          |
| 20 | октября 2020 — февраль 2022  | Ксения Попова   | Ульяна Синецкая       | София Тарасова     | 1 год 4 месяца          |

## Длительность пребывания участниц в группе и причины их ухода
| №   | Участница             | Период пребывания                                     | Общее время пребывания | Заменила                                                                      | Причина ухода                                                                     |
| --- | --------------------- | ----------------------------------------------------- | ---------------------- | ----------------------------------------------------------------------------- | --------------------------------------------------------------------------------- |
| 1.  | Алёна Винницкая       | 09.2000 — 01.2003                                     | 2 года 4 месяца        | Вера Брежнева                                                                 | Желание заняться сольной карьерой                                                 |
| 2.  | Надежда Грановская    | 09.2000 — 04.2002 09.2002 — 01.2006 01.2009 — 12.2011 | 7 лет 9 месяцев        | 1-й раз: Татьяна Найник 2-й раз: Кристина Коц-Готлиб 3-й раз: Санта Димопулос | 1.первая беременность; 2.желание заняться сольной карьерой; 3.вторая беременность |
| 3.  | Татьяна Найник        | 04 — 11.2002                                          | 7 месяцев              | Надежда Грановская                                                            | Возвращение Надежды Грановской и конфликты с продюсерами                          |
| 4.  | Анна Седокова         | 04.2002 — 05.2004                                     | 2 года 1 месяц         | Светлана Лобода                                                               | Беременность                                                                      |
| 5.  | Вера Брежнева         | 01.2003 — 07.2007                                     | 4 года 6 месяцев       | Татьяна Котова                                                                | Желание заняться сольной карьерой                                                 |
| 6.  | Светлана Лобода       | 05 — 09.2004                                          | 4 месяца               | Альбина Джанабаева                                                            | Недовольство, желание заняться сольной карьерой                                   |
| 7.  | Альбина Джанабаева    | 09.2004 — 01.2013                                     | 8 лет 4 месяцев        | Миша Романова                                                                 | Набор нового состава                                                              |
| 8.  | Кристина Коц-Готлиб   | 01.2006 — 04.2006                                     | 3 месяца               | Ольга Корягина                                                                | Не вписалась в коллектив                                                          |
| 9.  | Ольга Корягина        | 04.2006 — 04.2007                                     | 1 год                  | Меседа Багаудинова                                                            | Беременность                                                                      |
| 10. | Меседа Багаудинова    | 04.2007 — 01.2009                                     | 1 год 9 месяцев        | Надежда Мейхер-Грановская                                                     | Возвращение Надежды Грановской                                                    |
| 11. | Татьяна Котова        | 03.2008 — 03.2010                                     | 2 года                 | Ева Бушмина                                                                   | Желание заняться сольной карьерой                                                 |
| 12. | Ева Бушмина           | 03.2010 — 01.2013                                     | 2 года 9 месяцев       | Эрика Герцег                                                                  | Набор нового состава                                                              |
| 13. | Санта Димопулос       | 12.2011 — 10.2012                                     | 10 месяцев             | Анастасия Кожевникова                                                         | Желание заняться сольной карьерой                                                 |
| 14. | Эрика Герцег          | 10.2013 — 10.2020                                     | 7 лет                  | Ксения Попова                                                                 | Желание заняться сольной карьерой                                                 |
| 15. | Миша Романова         | 10.2013 — 03.2018                                     | 4 года 5 месяцев       | Ольга Меганская                                                               | Беременность                                                                      |
| 16. | Анастасия Кожевникова | 10.2013 — 09.2018                                     | 4 года 11 месяцев      | Ульяна Синецкая                                                               | По истечении контракта                                                            |
| 17. | Ольга Меганская       | 03.2018 — 10.2020                                     | 2 года 7 месяцев       | София Тарасова                                                                | Отказалась от дальнейшего сотрудничества                                          |
| 18. | Ульяна Синецкая       | 09.2018- 05.2025                                      | 6 лет 4 месяцев        | -                                                                             | Закрытие группы                                                                   |
| 19. | Ксения Попова         | 10.2020 — 02.2022                                     | 1 год 4 месяца         | -                                                                             | Неизвестно                                                                        |
| 20. | София Тарасова        | 10.2020- 05.2025                                      | 4 года 5 месяцев       | -                                                                             | Закрытие группы                                                                   |

## Связанные группы

### Группа Дмитрия Костюка
15 октября 2013 года в Москве состоялась презентация состава группы под руководством Дмитрия Костюка. Солистками коллектива стали Даша Медовая, Даша Ростова и Айна Вильберг. 24 марта 2014 года стало известно, что Даша Медовая и Айна Вильберг покинули коллектив. 24 мая 2014 года на клубном выступлении к Даше Ростовой присоединились Елена Толстоногова и Ирина Островская, но в итоге официальная презентация состава так и не состоялась. 30 июня 2015 стало известно, что группа прекратила своё существование.
30 марта 2015 года суд по интеллектуальным правам (СИП) РФ подтвердил решение об отказе Дмитрию Костюку в иске о признании незаконным решения Роспатент о досрочном прекращении правовой охраны товарного знака «ВИА Гра», правообладателем которого являлся истец.

#### Дальнейшая судьба бывших участниц
На момент закрытия коллектива экс-солистками являлись 5 девушек, и все они, так или иначе, связали свою жизнь с шоу-бизнесом. Даша Медовая после ухода из группы продолжила сольную карьеру на Украине, исполняя песни собственного сочинения. В 2018 году певица без вести пропала и с 24 сентября находится в официальном розыске. Айна Вильберг создала новый проект «AINA» совместно с Никитой Будашем, известным по украинской электро-панк-группе Dead Boys Girlfriend, где выступает основной вокалисткой, с декабря 2016 года начала сольную карьеру. Ирина Островская и Елена Толстоногова начали сольную карьеру. Даша Ростова начала карьеру стримера на платформе Twitch, является активисткой движения за права животных, участвуя в тематических акциях.

#### Составы
| №  | Период                   | Состав           | Состав       | Состав             | Продолжительность |
| -- | ------------------------ | ---------------- | ------------ | ------------------ | ----------------- |
| 1. | июль — октябрь 2013      | Даша Медовая     | Даша Ростова |                    | 3 месяца          |
| 2. | октябрь 2013 — март 2014 | Даша Медовая     | Даша Ростова | Айна Вильберг      | 5 месяцев         |
| 3. | май 2014 — март 2015     | Ирина Островская | Даша Ростова | Елена Толстоногова | 10 месяцев        |

### ГруппаQueens
8 ноября 2016 года стало известно об образовании новой поп-группы под продюсированием Сергея Ковалёва, в которую вошли три экс-солистки «ВИА Гры»: Санта Димопулос, Ольга Романовская и Татьяна Котова. 15 ноября на пресс-конференции было объявлено название группы — «Queens». 19 ноября состоялась премьера дебютной песни «Зачем» на «Золотом граммофоне» в СК «Олимпийский». В апреле 2017 года стало известно, что все три девушки покинули группу, вместо них теперь поют новые участницы, во главе с другой экс-солисткой группы «ВИА Гра» Кристиной Коц-Готлиб.